# اس‌اس نریسل
اس‌اس نریسل (به انگلیسی: SS Norisle) یک کشتی بود که طول آن ۲۱۵ فوت ۹ اینچ (۶۵٫۷۶ متر) بود. این کشتی در سال ۱۹۴۶ ساخته شد.